# Morro da Serrinha
A Serrinha é uma comunidade localizada no bairro de Vaz Lobo, Zona Norte, próximo à divisa com Madureira do Rio.
Esta comunidade é conhecida por ser o berço das escolas de samba Prazer da Serrinha (extinta) e Império Serrano, sendo que esta última, apesar de não ser mais sediada na comunidade, ainda mantém com ela profundos vínculos.
A Serrinha é conhecida por ser também um dos tradicionais locais de prática de jongo, desde a época dos primeiros sambistas, no início do século XX. 
A comunidade da Serrinha nasceu com a abolição da escravatura, onde os escravos livres procuravam locais para moradia perto de onde viviam.
Antes da comunidade o morro era um conhecido ponto de passeio pelos moradores de Madureira, que subiam o morro no fim de semana em busca de sua vista privilegiada do bairro. Num desses passeios um grupo encontrou uma imagem de São José, logo, a exemplo do aconteceu em aparecida, começaria um culto ao redor do local, onde acabou nascendo a famosa igreja de "São José da Pedra", localizada no alto do morro, na sua face voltada ao centro de madureira.
A serrinha também contava com uma comunidade de sírios em seu sopé, já no asfalto, vindos da segunda leva de imigrantes e aportando aqui na década de 1920. Uma comunidade grande que ficou conhecida por uma de suas mais famosas membras, a atriz do teatro de revista Zaquia Jorge, fundadora do primeiro teatro de Madureira, morta prematuramente num acidente nas águas da praia da Barra. Em sua homenagem foram compostos os famosos sambas "Madureira chorou" e "Estrela de Madureira".

## Jongo da Serrinha
O "Jongo da Serrinha"  tem um centro cultural que realiza atividades de ensino e exibição do jongo. Este ritmo afro-brasileiro, considerado um dos ancestrais do samba, é praticado em rodas de dança de umbigada.